# Sjuttonde balladen
Sjuttonde balladen är en sång av Evert Taube, publicerad första gången 1924 i vissamlingen Den Gyldene Freden, med inledningsorden ”Det kostar på att hålla fred, Gud vet, med den som tigger mig att jag skall sjunga”. Sången har föredragsbeteckningen "con temperamento" och underrubriken ”Till mina vedersakare”.
Sången skiljer sig stort från alla andra visor Taube producerat i så måtto att den visar det stora förakt skalden emellanåt kände för den publik som beundrade honom. Evert Taube ville själv se sig som en poet bland de riktigt stora poeterna, men upplevde sig mestadels som en poet omgiven av borgarbrackor i Stockholms societet, vars välvilja han dessutom var beroende av.
Sjuttonde balladen trycktes aldrig i Taubes Samlade visor, han sjöng den aldrig offentligt och spelade aldrig in den på skiva, säkerligen medveten om att det var oklokt att stöta sig med dem som faktiskt medverkat till hans framgång. Visan utkom på skiva först 1966, då John Ulf Anderson spelade in den på sitt debutalbum Den okände Evert Taube. 
Sid Jansson tipsade sedan Cornelis Vreeswijk att han skulle ta med den på sin Taube-skiva. Sångens kvalitet uppenbarades då på nytt när Cornelis 1969 spelade in den på skivan Cornelis sjunger Taube, och gjorde stor succé.
Sången finns inspelad av bland andra Hootenanny Singers (1974), Eldkvarn (1990), Erik Sædén (1996), Freddie Wadling (1999), Lasse Tennander (2002), Thorsten Flinck (2011) och Loa Falkman (2012). Den 28 januari 2011 framförde Sven-Bertil Taube sin fars visa i TV-programmet På spåret. Det var första gången han sjöng Sjuttonde balladen offentligt.

### Fotnoter
1. ↑  Taube, Evert (1924). "Den Gyldene Freden". Stockholm: Wahlström & Widstrand. Libris 1483019
2. 1 2 3 4  Taube, Evert; Palm Anders, Stenström Johan (2009). Sångboken. Stockholm: Bonnier fakta. sid. 283–284. Libris 11367437. ISBN 978-91-7424-031-3 (inb.)
3. ↑  Timm, sid 248, 274–275
4. ↑  Taube, Evert (1945-1951). Samlade visor. Stockholm: Bonnier. Libris 2687395
5. ↑  Timm, sid 275
6. ↑  Gustafson, Klas (2006). Ett bluesliv. sid. 142. ISBN 91-7343-076-5
7. ↑  ”Cornelis sjunger Taube / Cornelis Vreeswijk”. Svensk mediedatabas. https://smdb.kb.se/catalog/id/002008213. Läst 21 april 2012.
8. ↑  ”Sjuttonde balladen”. Svensk mediedatabas. http://smdb.kb.se/catalog/search?q=%22Sjuttonde+balladen%22+typ%3Afonogram. Läst 21 april 2012.